# Hayati Yazıcı

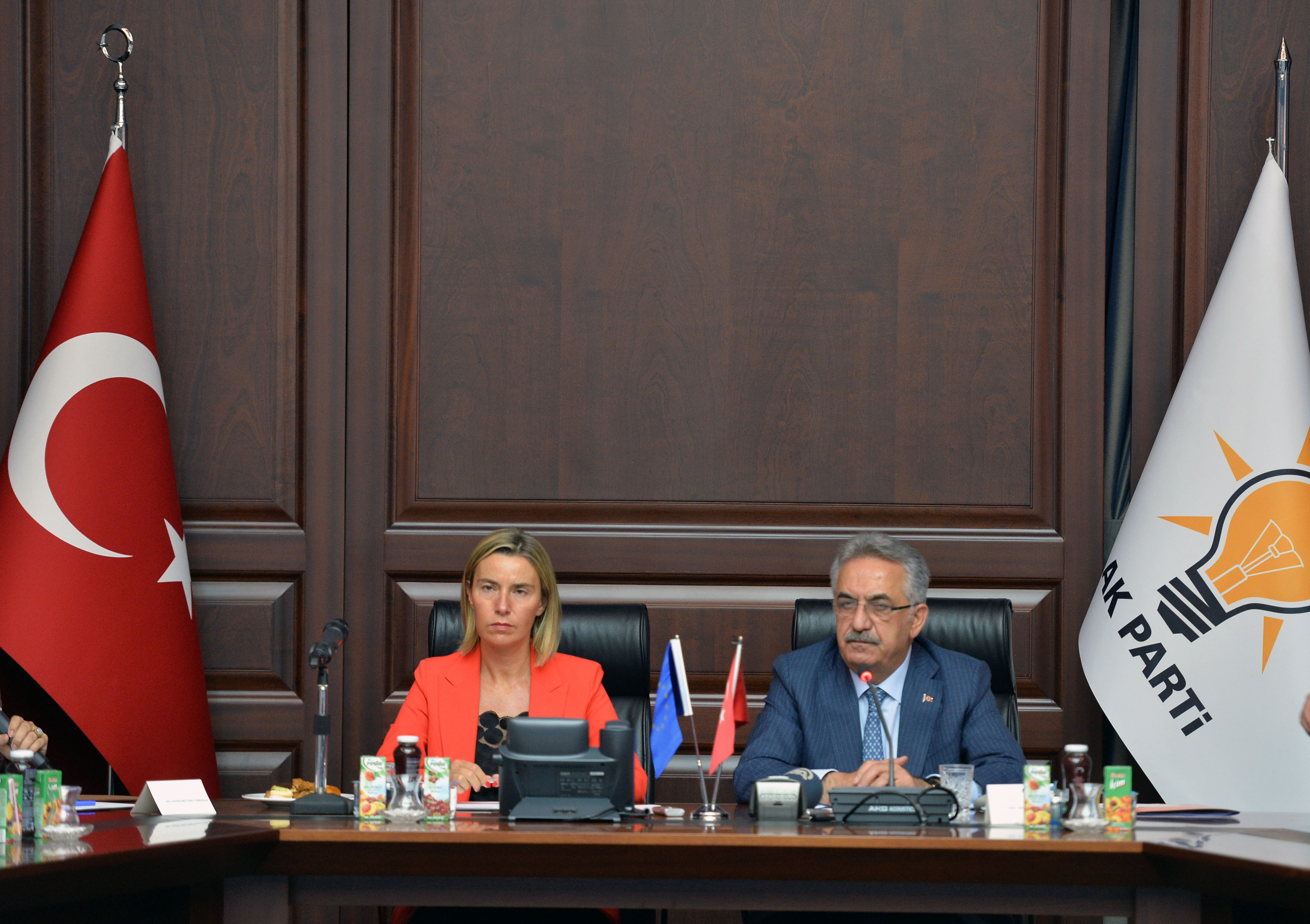
Hayati Yazıcı (rechts), neben Federica Mogherini (2016)

Hayati Yazıcı (* 23. Mai 1952 in Çayeli, Provinz Rize) ist ein türkischer Jurist und Politiker.
Yazıcı absolvierte 1975 die Rechtsfakultät an der Universität Istanbul. Er arbeitete an Seminaren über Behördenrecht. 1976 trat er als Richteranwärter in den Behördendienst in Istanbul ein. Als Richter war er in Çayeli, Mihallıççık und Kargı tätig. 1984 trat er aus dem Behördendienst aus und begann als freier Anwalt in Istanbul zu arbeiten. Yazıcı war in verschiedenen Vereinen und politischen Parteien als Mitglied und Führungsperson tätig. Hayati Yazıcı ist Gründungsmitglied der Adalet ve Kalkınma Partisi (AKP). Er war tätig als Anwalt und Rechtsberater des Parteivorsitzenden tätig. Yazıcı war Abgeordneter in der 22. Legislaturperiode (14. Oktober 2002 bis 22. Juli 2007) der Großen Nationalversammlung der Türkei.
Hayati Yazıcı ist seit dem 29. August 2007 Mitglied des II. Erdoğan Kabinetts, in dem er bis 1. Mai 2009 stellvertretender Ministerpräsident und Staatsminister war, verantwortlich für Stiftungen (Generaldirektion für Stiftungen) und den öffentlichen-rechtlichen Rundfunk TRT und ab 1. Mai 2009 für Zoll (Staatssekretariat für den Zoll), das Projekt Istanbul 2010 als Kulturhauptstadt Europas und Soziale Sicherheit (Generaldirektion für soziale Hilfeleistung und Solidarität).
Yazıcı war der Anwalt von 4 Angeklagten bei dem Brandanschlag von Sivas 1993, bei dem 33 Menschen – darunter 2 Kinder und 2 Jugendliche – zumeist alevitischen Glaubens und 2 Hotelangestellte ums Leben kamen.
Yazıcı ist verheiratet und Vater von zwei Kindern.